# Hauhonsaari
Hauhonsaari är en ö i Finland. Den ligger i Kalajoki älv och i kommunen Nivala i den ekonomiska regionen  Nivala-Haapajärvi ekonomiska region  och landskapet Norra Österbotten, i den centrala delen av landet, 400 km norr om huvudstaden Helsingfors. Öns area är 0,2 hektar och dess största längd är 60 meter i öst-västlig riktning.